# Jan van Eyckplein

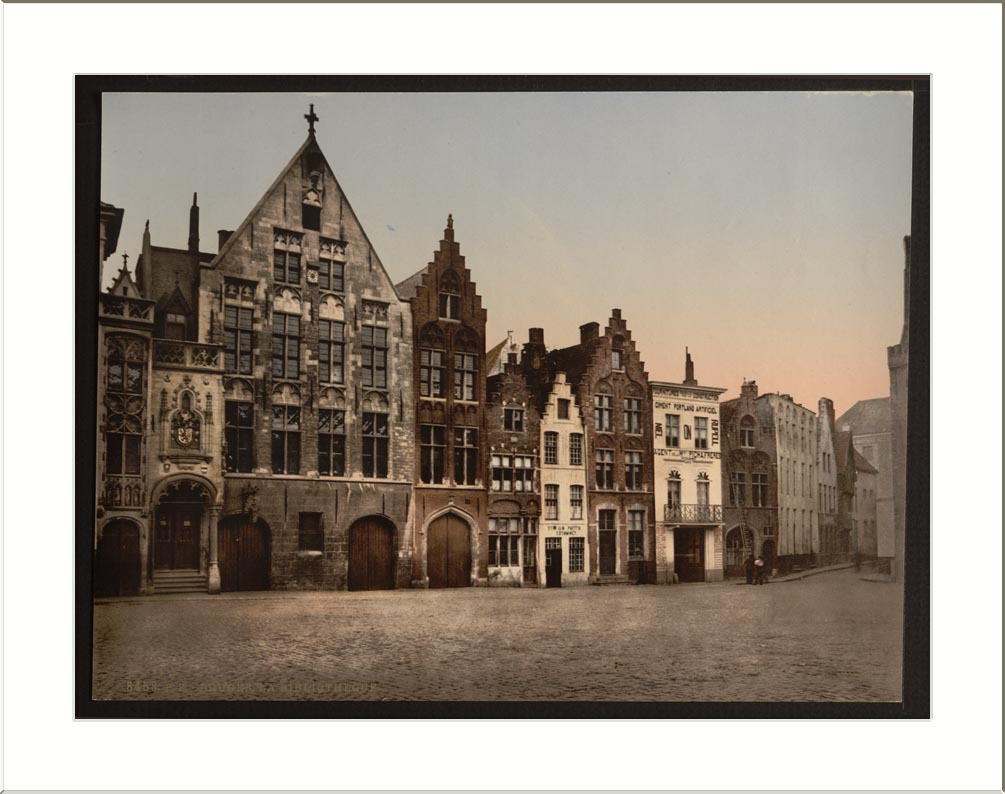
Gezicht op de noordzijde van het Jan van Eyckplein tussen 1890 en 1900, (het Pijndershuisje, het Tolhuis, en enkele aanpalend huizen waaronder een estaminet en een verkooppunt van Sociéte Anonyme de Niel-on-Rupell

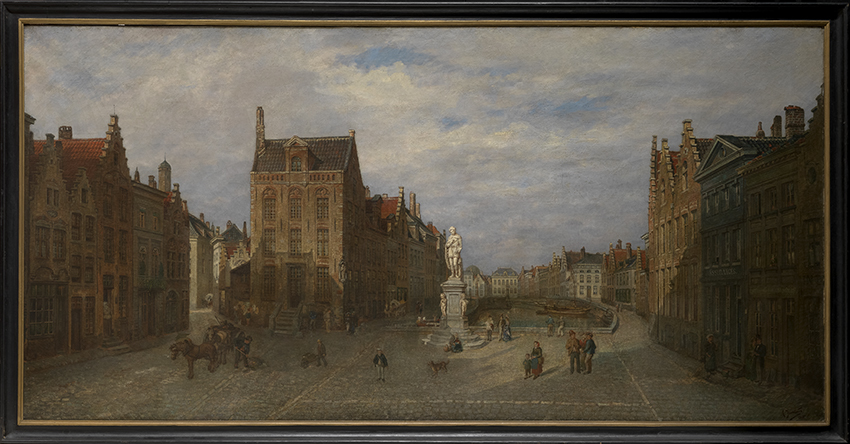
Het Jan van Eyckplein, schilderij door Antoon Joostens, 1865 (Groeningemuseum).

Het Jan van Eyckplein is een plein in het centrum van Brugge. Het plein, gelegen aan het begin van de Spiegelrei, werd kort na 1787 aangelegd, toen de zogenaamde Nieuwjaars- of Sint-Jansbrug werd afgebroken en een eerste deel van de Kraanrei werd overwelfd.

## Beschrijving
Vóór de aanleg van het plein lag de Nieuwjaarsbrug in het verlengde van de Wijnzakstraat. Deze brug werd reeds vermeld in 1282 en was aanvankelijk van hout. In 1389 werd ze herbouwd in witte Brabantse steen en versierd met twee gepolychromeerde beelden van de evangelist Sint Jan. In 1444 werd ze herbouwd als drieledige boogbrug met stenen borstwering.
Oorspronkelijk was er geen plein te bespeuren, maar liep de reie door, met er boven een brug die de naam Sint-Jansbrug droeg, of ook Nieuwjaarsbrug, omdat er op de brug rond Nieuwjaar een markt van snoep en kinderspeelgoed werd gehouden. In 1787 werd de reie op die plek overwelfd en werd de Sint-Jansbrug afgebroken. Zo ontstond een plein dat aanvankelijk de naam Sint-Jansbrug bleef dragen.
In de Franse tijd kwam stilaan de naam 'Academieplaetse' in gebruik, naar de teken- en schildersacademie die in de Poortersloge gevestigd was. In 1844 voerde het stadsbestuur de naam 'Jan van Eyckplaats' in, als hulde aan de schilder Jan van Eyck, die er in 1856 een marmeren standbeeld kreeg, naar het ontwerp van Jan-Robert Calloigne. In 1871 werd dit beeld verwijderd, waarna het een eeuw op de Burg heeft gestaan. De inhuldiging van het huidige beeld op hoge arduinen sokkel van 1878, naar het ontwerp van Hendrik Pickery, was de aanleiding voor de restauratie met stadstoelage van verscheidene huizen op dit plein.
In 1847 deed architect Jean-Brunon Rudd een voorstel om de Spiegelrei tot aan de Koningsbrug te dempen om zo een omvangrijker rechthoekig plein te creëren en er de nieuwe Stadsschouwburg te bouwen. Dit plan stootte op veel verzet en werd niet uitgevoerd.
De pleinbebouwing weerspiegelt de vroegere commerciële functie. Rond het plein bevinden zich onder andere aan de westzijde de beeldbepalende Poortersloge, en aan de noordzijde het Tolhuis en een aantal panden (nrs. 4, 5, 6, 7) met typerende brede poorten, kelders en houten luiken in top. Aan de zuidzijde grenst het plein aan het Biskajersplein. Nu heeft het Jan van Eyckplein vooral een horeca- en woonfunctie.
Tot aan de Eerste Wereldoorlog was het plein bij de Bruggelingen bekend als Petattenmarkt, omdat er wekelijks een aardappelenmarkt werd gehouden.

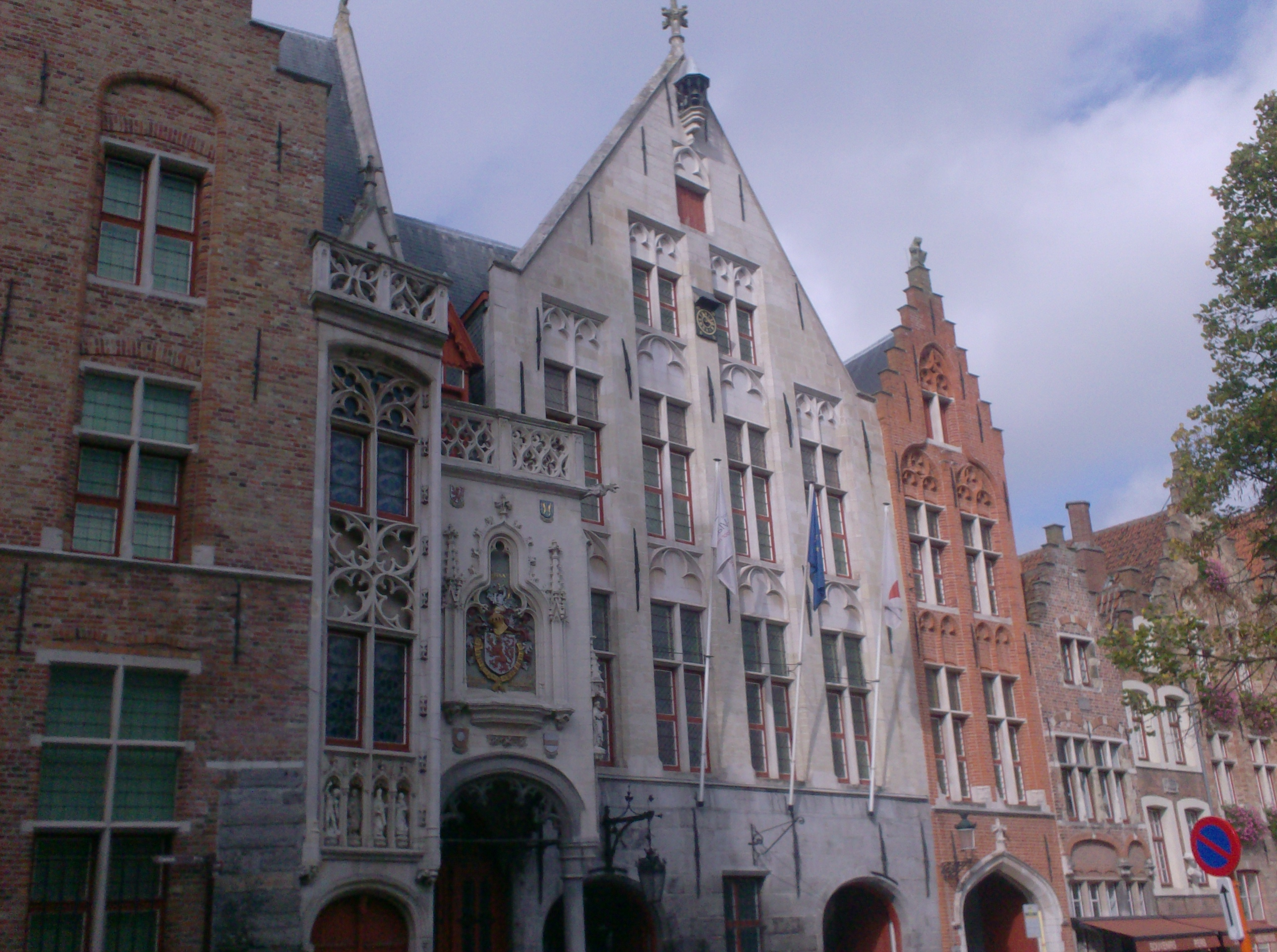
Nr. 1, Oud Tolhuis, met Pijndershuisje
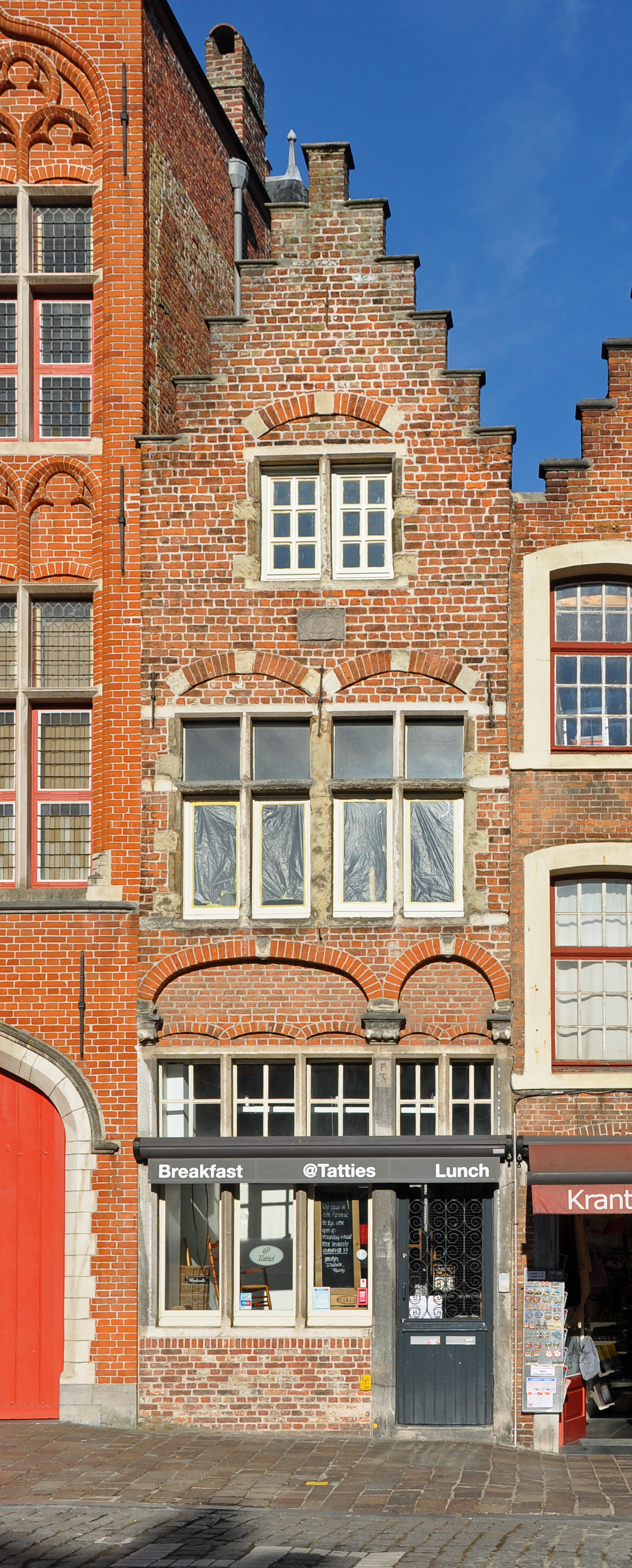
Nr. 3, Diephuis uit 1652
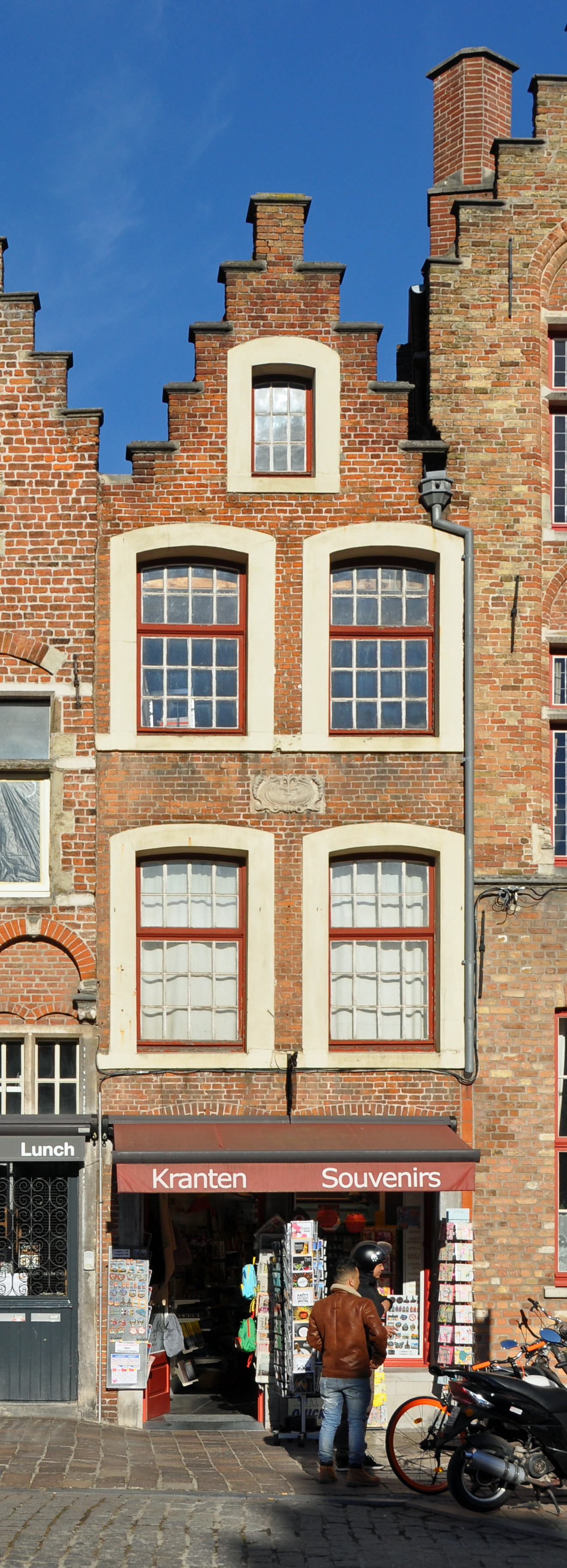
Nr. 4, In de Jeugdige Bron
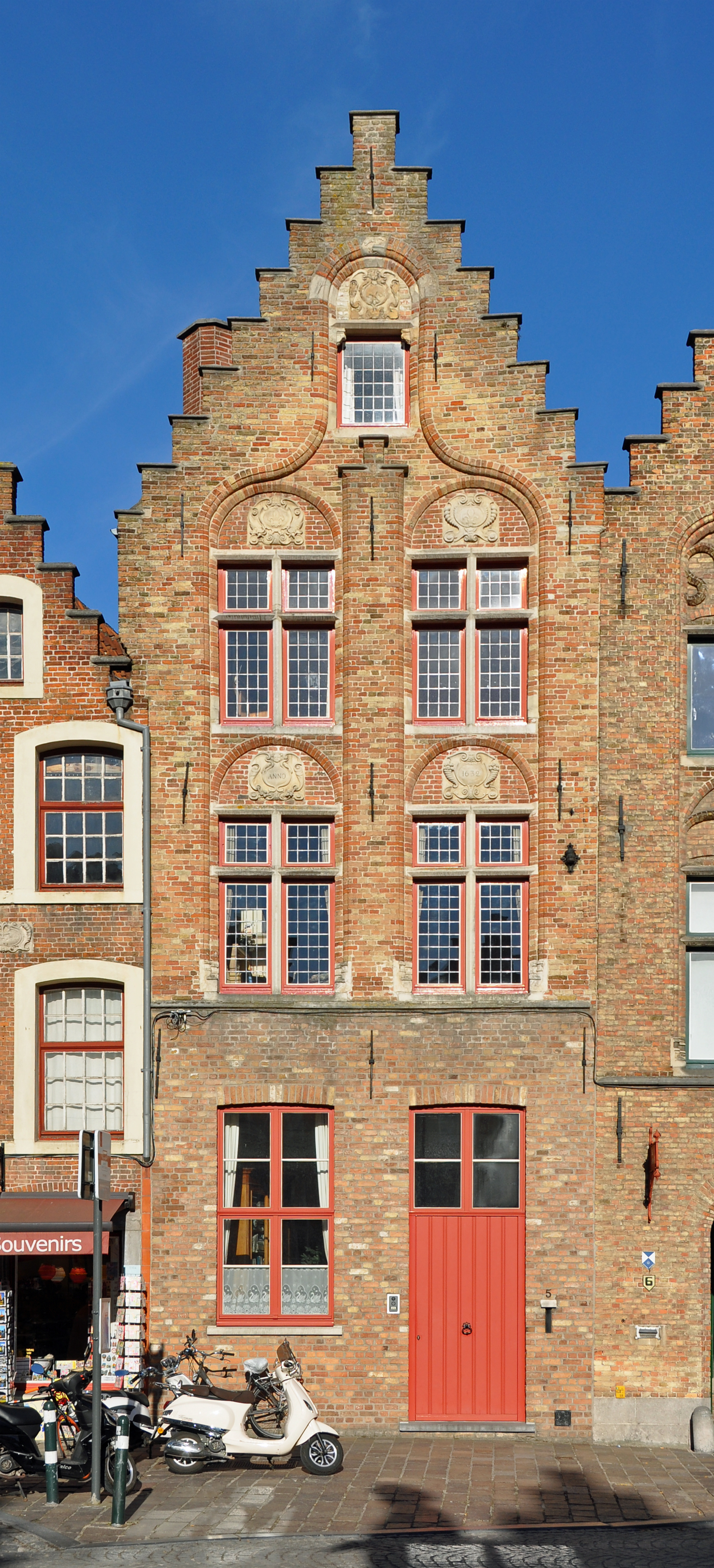
Nr. 5, Diephuis uit 1632
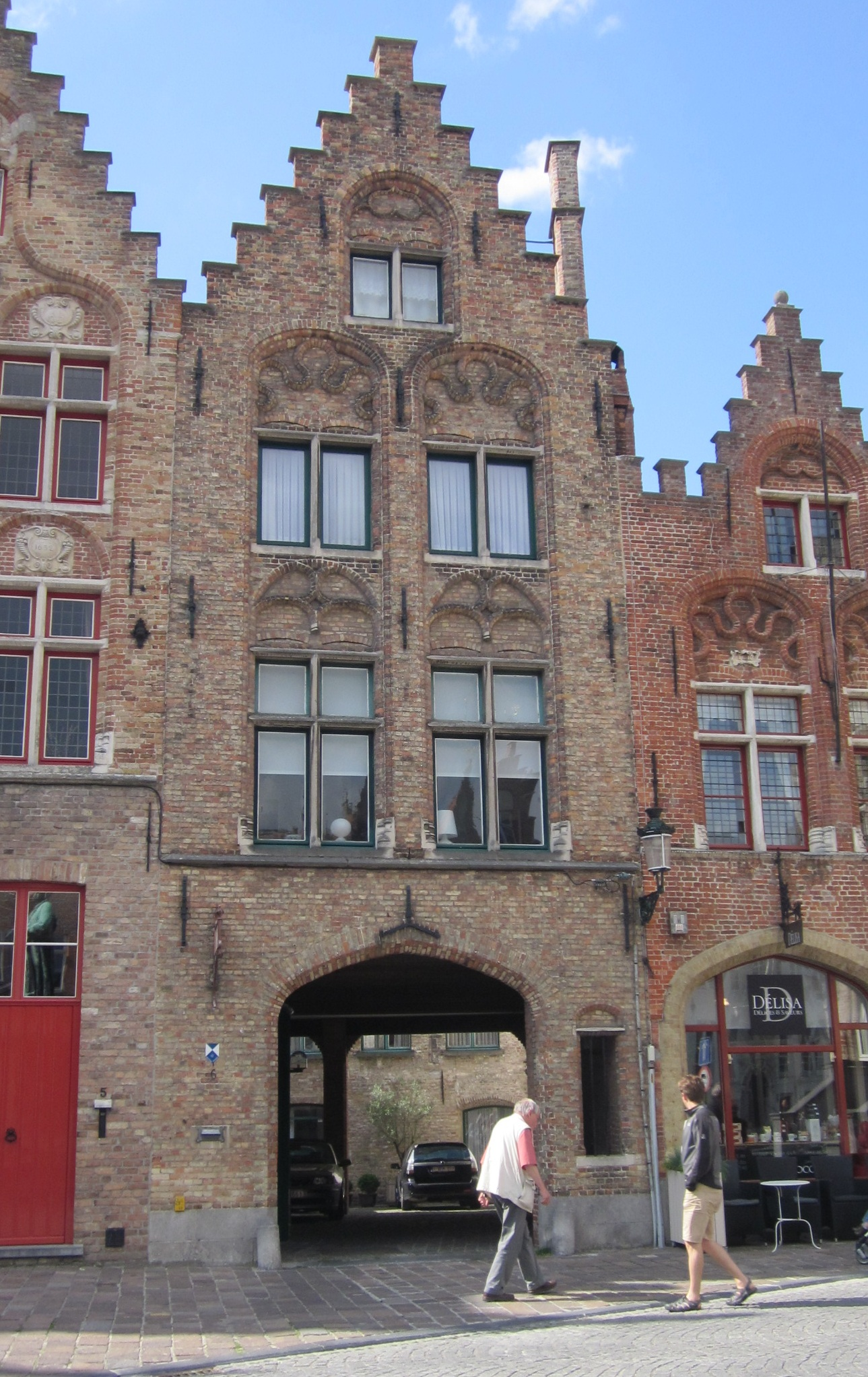
Nr. 6, Gebouw De Witte Poorte
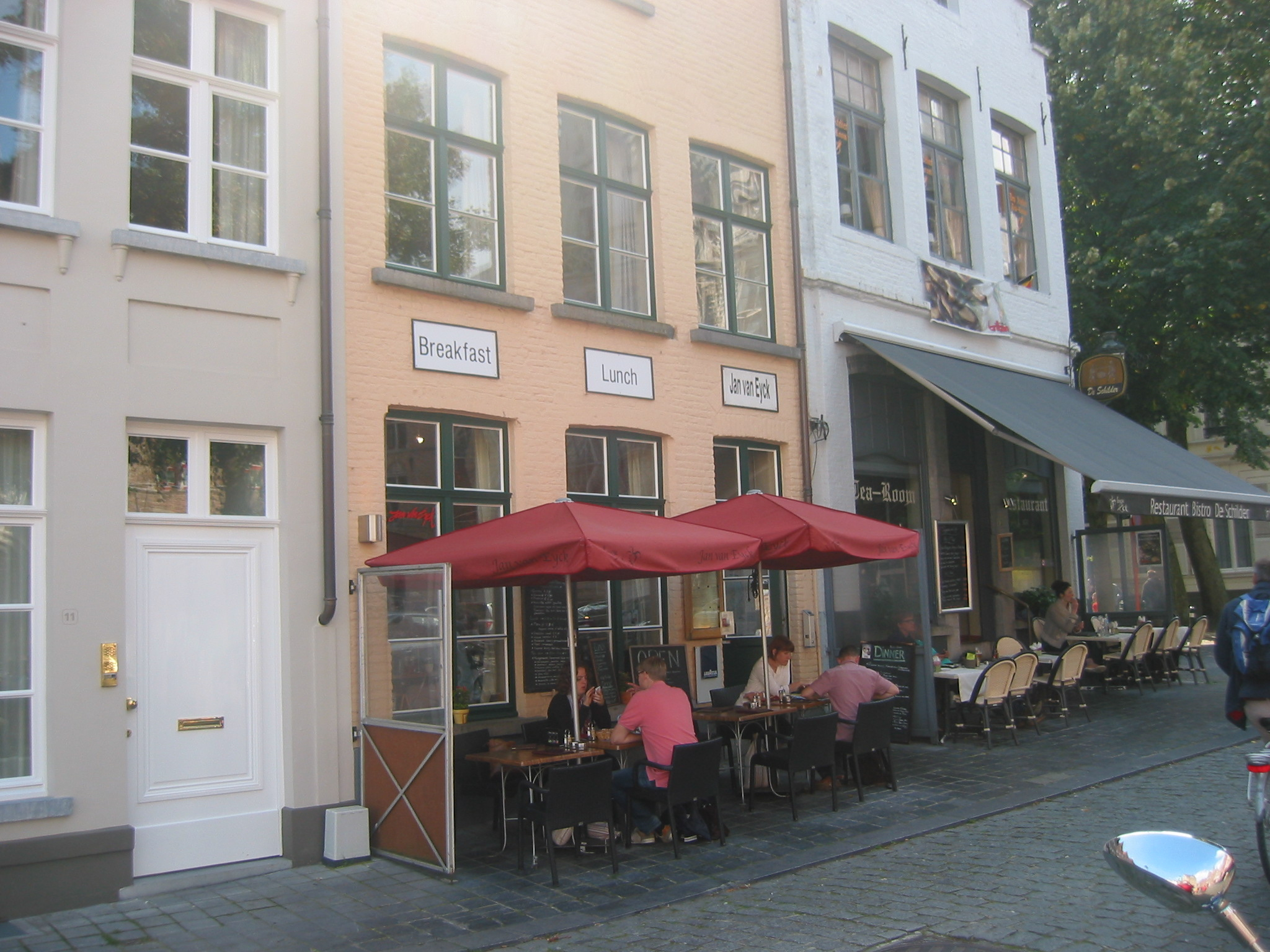
Nr. 12, Diephuis met zadeldak van ca. 1700

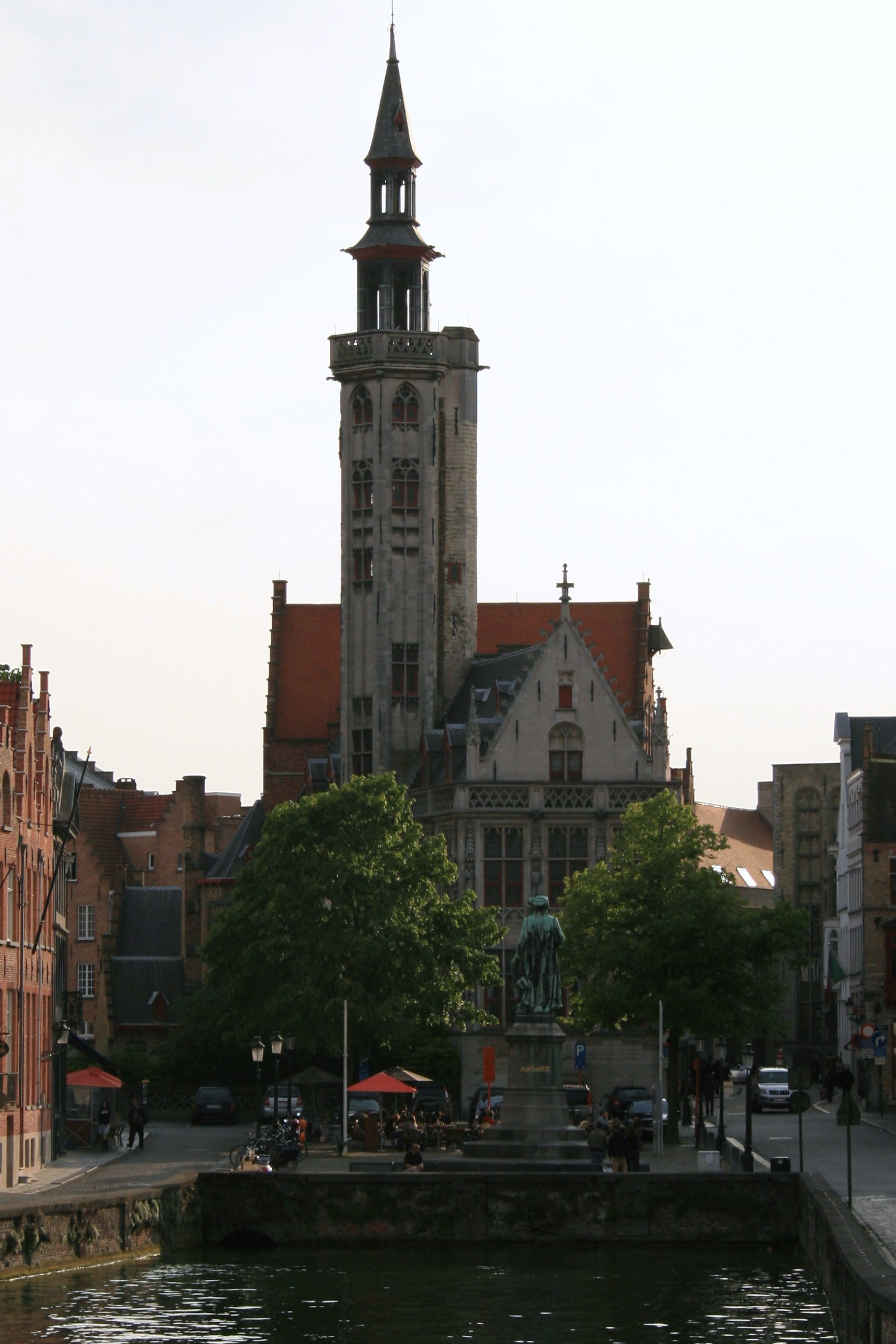
Gezicht van over de Spiegelrei op het Jan van Eyckplein en de Poortersloge. Uit de opening linksonder in de kaaimuur loopt de overwelfde Kraanrei in de Spiegelrei.
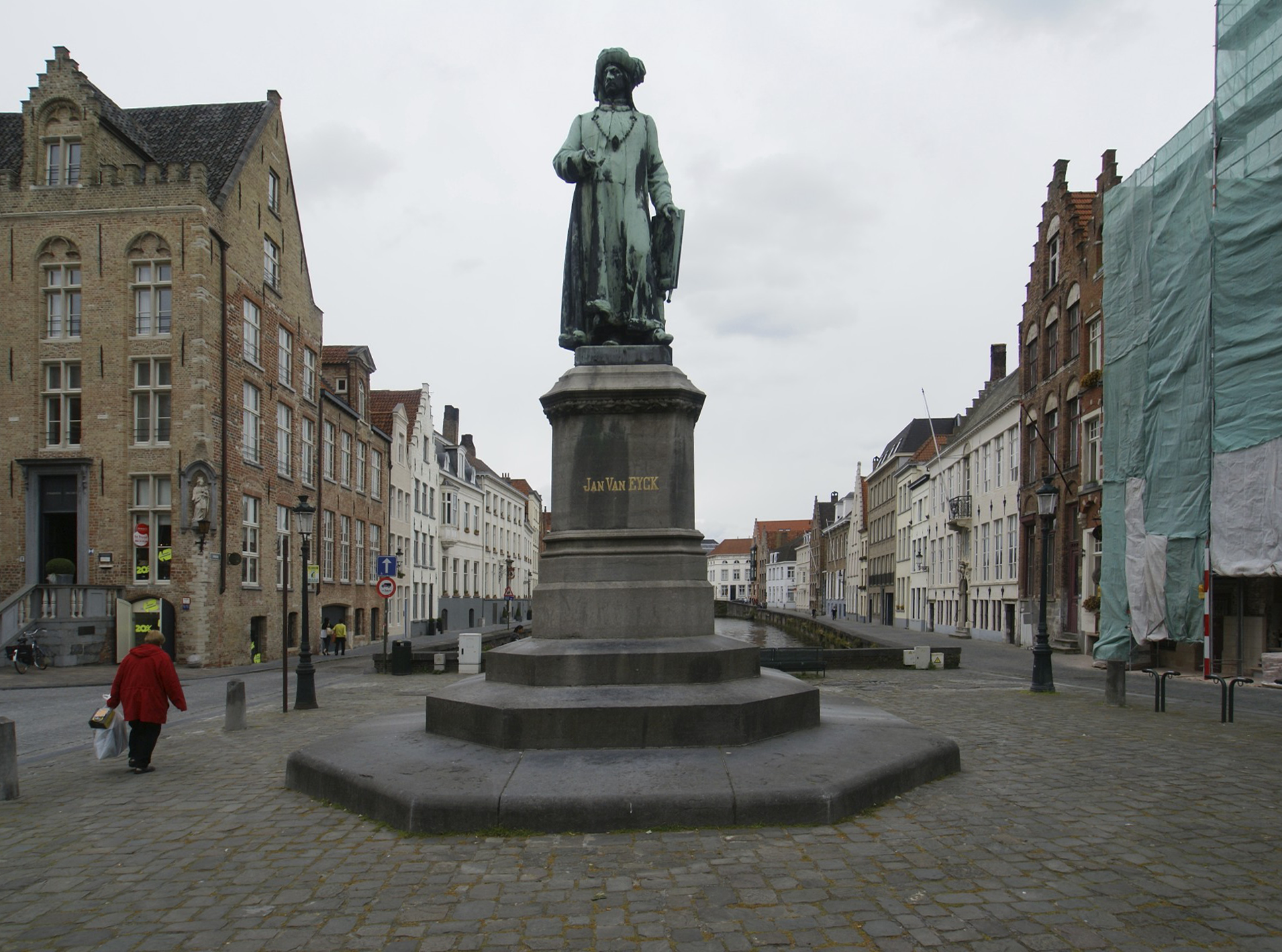
Het standbeeld van Jan van Eyck, met op de achtergrond de Spiegelrei (en gelijknamige waterloop) en Spinolarei.
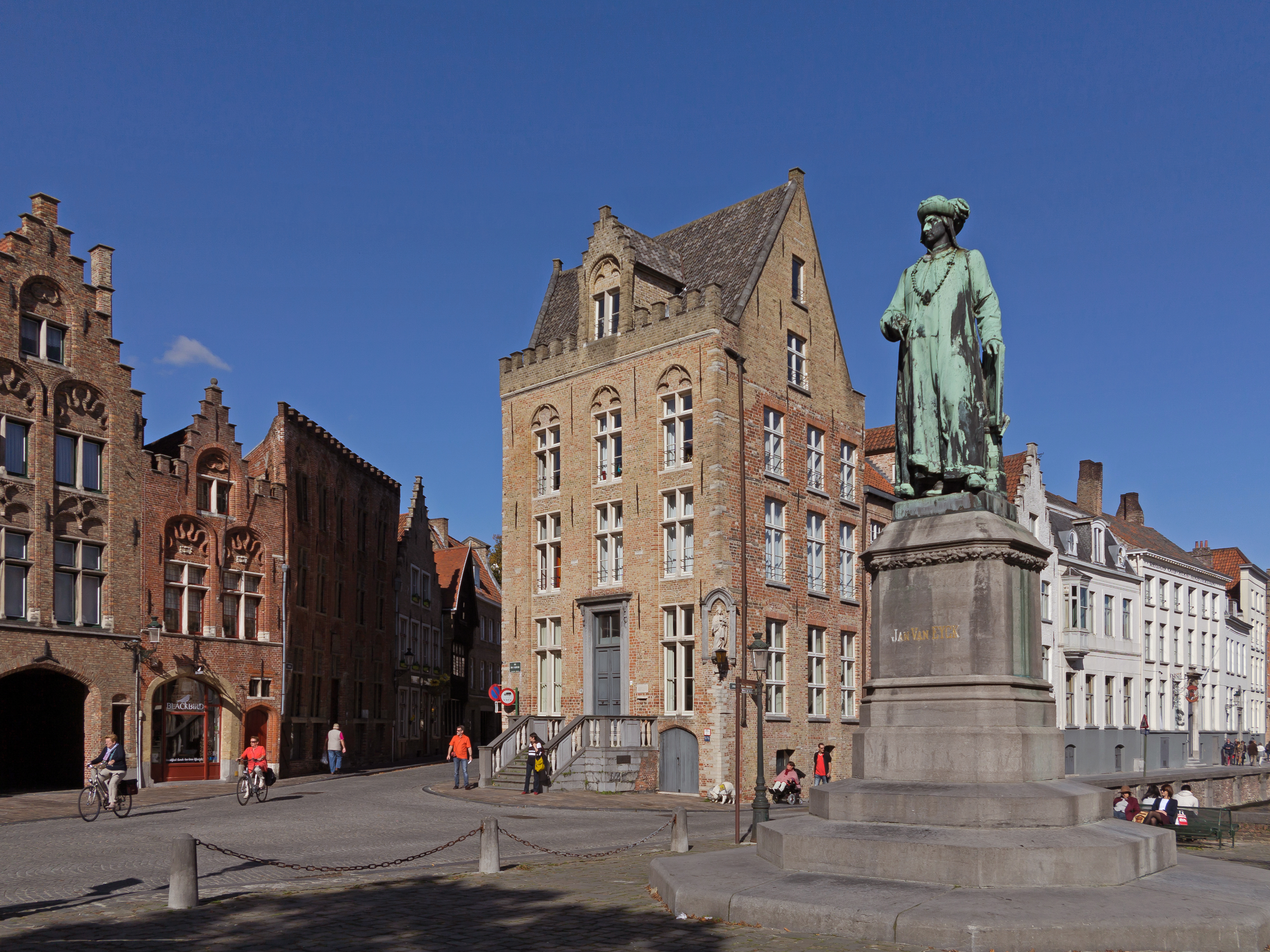
Het standbeeld van Jan van Eyck, met op de achtergrond het Genthof.
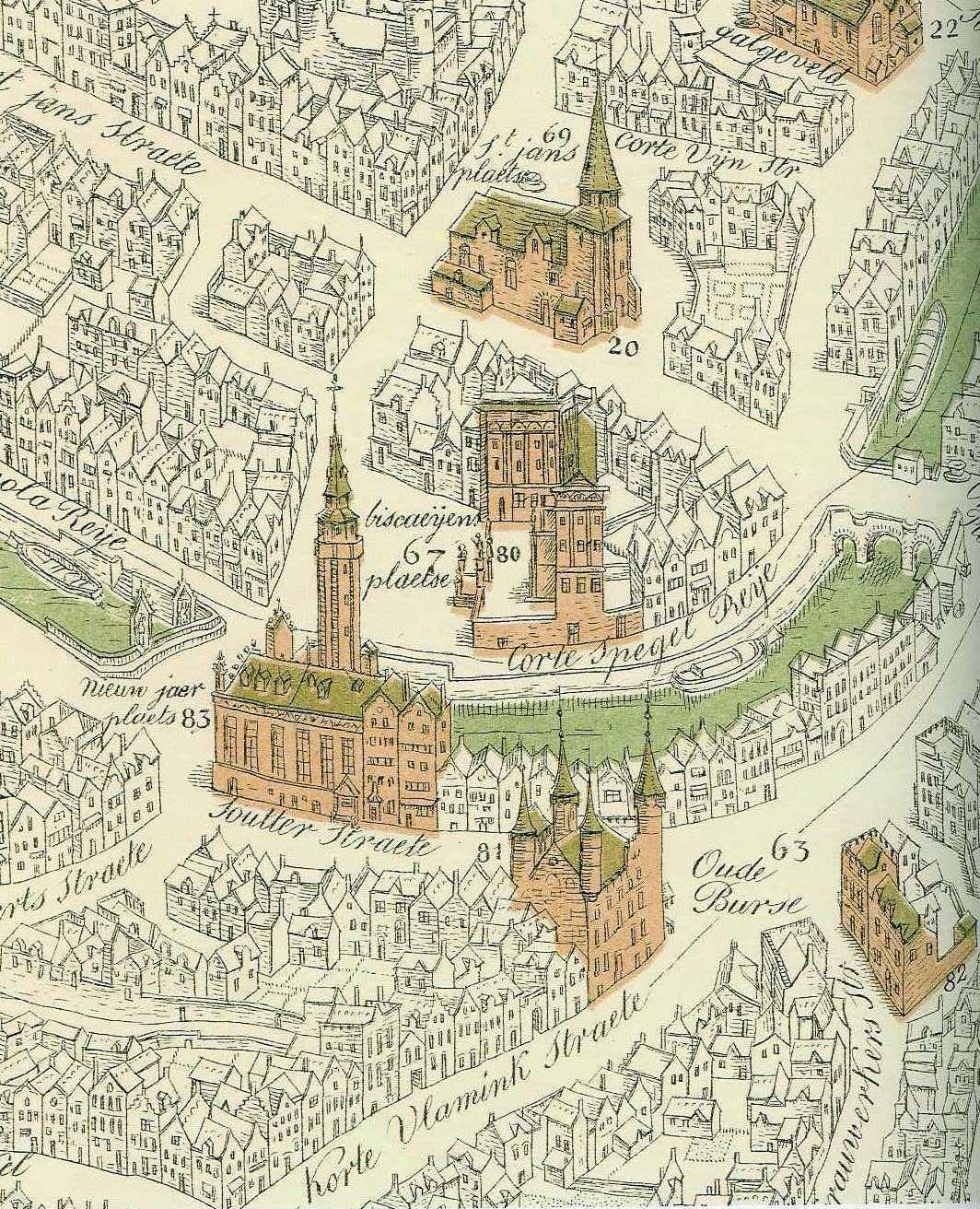
Links: de Nieuwjaarsplaats en de Nieuwjaarsbrug anno 1562.
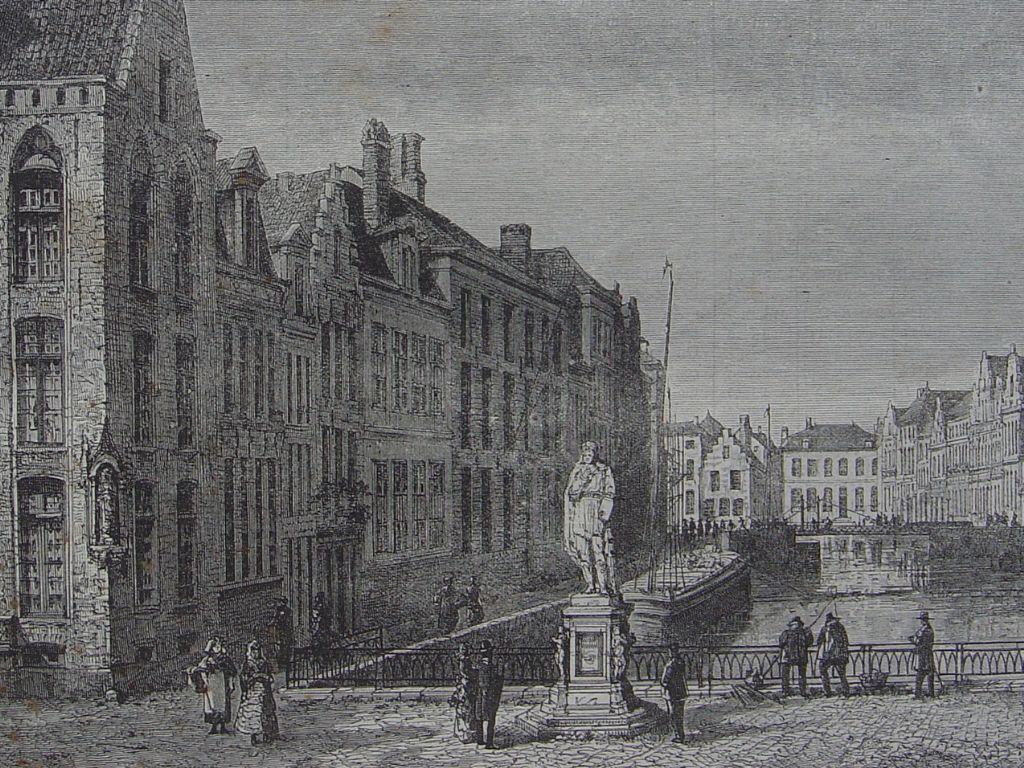
Het Jan van Eyckplein rond 1870.